# Sæsoner af Natholdet
Sæsoner af Natholdet er en oversigt over samtlige sæsoner af Natholdet, samt hvilke medværter der har været sammen med Anders Breinholt.

## Sæson 1
Sæson 1 af Natholdet blev sendt fra og med 27. september til og med 2. december 2010. Der var i sæsonen 41 afsnit, da der også var et Halloween-speciel-afsnit. Afsnittet blev sendt den 31. oktober 2010, hvor Sebastian Klein og fire ukendte mennesker var stand-in for Anders Breinholt.
| Uge/Dag | Mandag             | Tirsdag             | Onsdag                       | Torsdag              |
| ------- | ------------------ | ------------------- | ---------------------------- | -------------------- |
| Uge 39  | Nicolaj Kopernikus | Morten Spiegelhauer | Rasmus Botoft                | Poul Erik Skammelsen |
| Uge 40  | Flemming Toft      | Martin Brygmann     | Ulla Terkelsen               | Michael Meyerheim    |
| Uge 41  | Jacob Haugaard     | Ida Corr            | Cecilie Hother               | Adam Duvå Hall       |
| Uge 42  | Nikolaj Steen      | Andreas Bo          | Rune Klan                    | Morten Spiegelhauer  |
| Uge 43  | Signe Lindkvist    | Peter Tanev         | Poul Madsen                  | Nicolaj Kopernikus   |
| Uge 44  | Andreas Bo         | Brian Lykke         | Mads Steffensen              | Camilla Bendix       |
| Uge 45  | Lars Ranthe        | Uffe Holm           | Nicolaj Kopernikus og Medina | Søren Malling        |
| Uge 46  | Linda P            | Martin Brygmann     | Adam Duvå Hall               | Cecilie Frøkjær      |
| Uge 47  | Andreas Bo         | Camilla Bendix      | Nicolaj Kopernikus           | Morten Spiegelhauer  |
| Uge 48  | Anders Lund Madsen | Anders Lund Madsen  | Anders Lund Madsen           | Anders Lund Madsen   |

## Sæson 2
Sæson 2 af Natholdet blev sendt fra og med 21. februar til og med 5. maj 2011. Der var i sæsonen "kun" 39 afsnit, grundet 2. påskedag.
| Uge/Dag | Mandag               | Tirsdag                           | Onsdag                       | Torsdag              |
| ------- | -------------------- | --------------------------------- | ---------------------------- | -------------------- |
| Uge 8   | Anders W. Berthelsen | Christiane Schaumburg-Müller      | Tomas Villum Jensen          | Michael Kristiansen  |
| Uge 9   | Huxi Bach            | Anders Lund Madsen                | Signe Lindkvist              | Cutfather            |
| Uge 10  | Søren Malling        | Nicolas Bro                       | Martin Brygmann              | Mads Brügger         |
| Uge 11  | Mick Øgendahl        | Rune Tolsgaard                    | Søren Rasted                 | Ellen Hillingsø      |
| Uge 12  | Nicolaj Kopernikus   | Søs Egelind                       | Kira Eggers                  | L.O.C.               |
| Uge 13  | Niarn                | Jacob Riising                     | Ibi Støving                  | Michèle Bellaiche    |
| Uge 14  | Camilla Bendix       | Lars Brygmann                     | Rasmus Bjerg                 | Peter Palshøj        |
| Uge 15  | Simon Jul            | Andrea Elisabeth Rudolph          | Casper Christensen           | Poul Erik Skammelsen |
| Uge 17  | -                    | Jákup Veyhe og Kaj Leo Johannesen | Nikolaj Lie Kaas             | Natholdsseer         |
| Uge 18  | Mick Øgendahl        | Anders Lund Madsen                | Christiane Schaumburg-Müller | L.O.C.               |

1. ↑  Tvillinge-special, i anledning af tvillingedåben.
2. ↑  Påskeferie i uge 16, samt mandag i uge 17.
3. ↑  Færøerne special.
4. ↑  Natholdsseeren Kristian Jersing, der vandt konkurrencen om at være medvært.
5. ↑  I afsnittet optrådte L.O.C. også med to numre, hvor rapperen U$O var med på det ene.

## Sæson 3
Sæson 3 af Natholdet blev sendt fra og med 26. september til og med 1. december 2011. Der var i sæsonen 41 afsnit (inkl. SUPER-TORSDAG). I forbindelse med TV2s SUPER-TORSDAG, 8. september (denne dag sendte TV2 valg-tv hele dagen, fra GO' Morgen Danmark til Natholdet om aften), sendte Natholdet en valgspecial med Anders Lund Madsen som medvært. Nogle af værterne blev offentliggjort på hjemmesiden tvtid.dk.
| Uge/Dag | Mandag                | Tirsdag               | Onsdag               | Torsdag            |
| ------- | --------------------- | --------------------- | -------------------- | ------------------ |
| Uge 39  | Lars Løkke Rasmussen  | Lars Hjortshøj        | Uffe Holm            | Signe Lindkvist    |
| Uge 40  | Jørgen Leth           | Thomas Skov Gaardsvig | Ellen Hillingsø      | Huxi Bach          |
| Uge 41  | Andreas Bo            | Ane Cortzen           | L.O.C.               | Nicolaj Kopernikus |
| Uge 42  | Søren Hauch-Fausbøll  | Sara Bro              | Nik & Jay            | Anders Lund Madsen |
| Uge 43  | Laust Sonne           | Simon Kvamm           | Sebastian Klein      | Michael Meyerheim  |
| Uge 44  | Le Gammeltoft         | Simon Talbot          | Clement Kjersgaard   | Martin Brygmann    |
| Uge 45  | Christian Fuhlendorff | Anders Lund Madsen    | Julie Zangenberg     | Camilla Bendix     |
| Uge 46  | Robert Hansen         | Jesper Binzer         | Preben Elkjær        | Adam Duvå Hall     |
| Uge 47  | Søren Malling         | Søren Rasted          | Poul Erik Skammelsen | Anders Matthesen   |
| Uge 48  | Mikael Bertelsen      | Nikolaj Lie Kaas      | Simon Kvamm          | Peter Skram        |

1. ↑  Natholdet markerer udsendelse nr. 100
2. ↑  Jørgen Fonemy Special
3. ↑  Thorkild Dahl laver en gæsteoptræden i forbindelse med Movember, og Kenneth K. fra P3 var inde at lave en specialudgave af Musikquizzen – "MOsikquizzen"
4. ↑  TV Bingo Special, direkte fra SIFA TV Bingos studie i Aalborg

### Specials efter sæson 3
| Dato              | Specials      | Medvært   |
| ----------------- | ------------- | --------- |
| 19. december 2011 | Julespecial   | Huxi Bach |
| 30. december 2011 | Nytårsspecial |           |

## Sæson 4
Sæson 4 af Natholdet blev sendt fra og med 30. januar til og med 16. maj 2012. Der var i sæsonen 58 afsnit.
| Uge/dag | Mandag                   | Tirsdag                          | Onsdag                                                   | Torsdag                                     |
| ------- | ------------------------ | -------------------------------- | -------------------------------------------------------- | ------------------------------------------- |
| Uge 5   | Margrethe Vestager       | Sharin Foo                       | Jonatan Spang                                            | Cutfather                                   |
| Uge 6   | Esben Pretzmann          | Søren Rasted                     | Morten Spiegelhauer                                      | Natasja Crone                               |
| Uge 7   | Mille Dinesen            | Jan Gintberg                     | Kira Eggers                                              | Rasmus Tantholdt                            |
| Uge 8   | Jarl Friis-Mikkelsen     | Flemming Toft                    | Søren Rislund                                            | Jacob Haugaard                              |
| Uge 9   | Mick Øgendahl            | Lærke Winther Andersen           | Louise Wolff                                             | Huxi Bach                                   |
| Uge 10  | Carsten Bang             | Nicolaj Kopernikus               | Anders Lund Madsen                                       | Marc Johnson                                |
| Uge 11  | Lars Brygmann            | Lasse Rimmer                     | Andreas Bo                                               | Signe Lindkvist                             |
| Uge 12  | Camilla Bendix           | Adrian Lloyd Hughes              | Iben Hjejle                                              | Brian Mørk                                  |
| Uge 13  | L.O.C.                   | Lars Hjortshøj                   | Peter Lund Madsen                                        | Martin Brygmann                             |
| Uge 15  | -                        | Mathias Zanka Jørgensen          | Troels Malling                                           | Linda P                                     |
| Uge 16  | Ane Cortzen              | Morten Resen                     | Lars Ranthe                                              | U$O                                         |
| Uge 17  | Musikhuset Rønne: L.O.C. | Albani, Odense: Andreas Bo       | Beredskabsstyrelsen Kaserne i Haderslev: Signe Lindkvist | Knudsens i Holstebro: Christian Fuhlendorff |
| Uge 18  | Lisbeth Østergaard       | Thomas Bo Larsen                 | Rune Klan                                                | Cutfather                                   |
| Uge 19  | Jacob Riising            | Niels Hausgaard                  | Villy Søvndal                                            | Tomas Villum Jensen                         |
| Uge 20  | Nikolaj Lie Kaas         | Mads Brügger og Mikael Bertelsen | Anders Lund Madsen                                       |                                             |

1. ↑  Natholdets officielle senioruge.
2. ↑  Påskeferie i uge 14, samt mandag i uge 15.
3. ↑  Natholdet på Danmarksturné. [6]
4. ↑  Østkyst Hustlers var på besøg som musikindslag.
5. ↑  Desuden var Turboweekend på besøg som musikindslag.

### Special: OL-Edition
Natholdets OL-Edition blev sendt tre gange om dagen, fra 29. juli til 12. august 2012, som en del af TV2s OL-dækning fra TV2-studiet ved Tower Bridge.
| Dato       | OL-Medvært                      |
| ---------- | ------------------------------- |
| 29. juli   | Poul Erik Høyer                 |
| 30. juli   | Mikkel Hansen                   |
| 31. juli   | Mie Skov                        |
| 1. august  | Rasmus Tantholdt                |
| 2. august  | Martin Brygmann                 |
| 3. august  | Michael Maze                    |
| 4. august  | Martin Brygmann                 |
| 5. august  | Peter Gade                      |
| 6. august  | Anders Lund Madsen              |
| 7. august  | Mathias Boe og Carsten Mogensen |
| 8. august  | Anders Lund Madsen              |
| 9. august  | Fie Udby                        |
| 10. august | Flemming Toft                   |
| 11. august | Jonas Høgh                      |
| 12. august | -                               |

## Sæson 5
Sæson 5 af Natholdet blev sendt fra og med 24. september til og med 29. november 2012. Der var i sæsonen 39 afsnit.
| Uge/dag | Mandag                                  | Tirsdag                          | Onsdag                        | Torsdag                            |
| ------- | --------------------------------------- | -------------------------------- | ----------------------------- | ---------------------------------- |
| Uge 39  | Frank Hvam                              | Nikolaj Lie Kaas                 | Camilla Bendix                | Anders Matthesen                   |
| Uge 40  | Mette Vibe Utzon                        | Lars Hjortshøj                   | Ane Cortzen                   | L.O.C.                             |
| Uge 41  | Jan Gintberg                            | Kristian Leth                    | Pilou Asbæk                   | Cecilie Frøkjær                    |
| Uge 42  | Nørregadeteatret, Maribo: Mick Øgendahl | Svendborg Teater: Carsten Bang   | Musikhuset Esbjerg: Huxi Bach | Musikhuset Aarhus: Martin Brygmann |
| Uge 43  | Tobias Lindholm                         | Brian Mørk                       | Signe Molde                   | Sara Bro                           |
| Uge 44  | Mikael Wulff og Anders Morgenthaler     | Natasja Crone                    | Nicolaj Kopernikus            | Signe Lindkvist                    |
| Uge 45  | Christian Fuhlendorff                   | [ note5 6 ]                      | Mikael Bertelsen              | Søren Rasted                       |
| Uge 46  | Anders Lund Madsen                      | Søren Malling                    | Christiane Schaumburg-Müller  | Rasmus Bjerg                       |
| Uge 47  | Anders W. Berthelsen                    | Casper Christensen og Frank Hvam | Simon Kvamm                   | Lars Hjortshøj                     |
| Uge 48  | Tobias Dybvad                           | Linda P                          | Jens Gaardbo                  | Jonatan Spang                      |

1. ↑  L.O.C. spillede to numre, heri blandt "Helt Min Egen" sammen med Barbara Moleko
2. ↑  The Floor Is Made Of Lava spillede to numre
3. ↑  Natholdet på Danmarksturné
4. ↑  Mikael Simpson & Sølvstorm spillede to numre
5. ↑  Kaliber spillede
6. ↑  Intet nathold pga. præsidentvalget i USA
7. ↑  Klumben og Raske Penge, TopGunn og DirkJan Ranzijn spillede

## Sæson 6
Sæson 6 af Natholdet blev sendt fra og med 21. januar til og med 27. marts 2013 Der var i sæsonen 39 afsnit.
| Uge/Dag | Mandag                           | Tirsdag               | Onsdag                | Torsdag            |
| ------- | -------------------------------- | --------------------- | --------------------- | ------------------ |
| Uge 4   | Lars Hjortshøj                   | Lars Ranthe           | Iben Hjejle           | Rune Klan          |
| Uge 5   | Thor Möger Pedersen              | Signe Molde           | Pilou Asbæk           | Huxi Bach          |
| Uge 6   | Cutfather                        | Tobias Dybvad         | Emil Thorup           | Jonatan Spang      |
| Uge 7   | Barbara Moleko                   | Nikolaj Lie Kaas      | Lasse Rimmer          | Mick Øgendahl      |
| Uge 8   | Birgitte Hjort Sørensen          | Marie Key             | Bent Fabricius-Bjerre | Medina             |
| Uge 9   | Martin Høgsted og Magnus Millang | Omar Marzouk          | Pernille Rosendahl    | Jan Gintberg       |
| Uge 10  | Mads Steffensen                  | Christian Fuhlendorff | Jesper Steinmetz      | Martin Brygmann    |
| Uge 11  | Anders Lund Madsen               | Ane Cortzen           | Søren Rasted          | Sara Bro           |
| Uge 12  | Christian Tafdrup                | Camilla Bendix        | Nabiha                | Nicolaj Kopernikus |
| Uge 13  | Huxi Bach                        | Søren Malling         | Linda P               | -                  |

## Sæson 7
Sæson 7 af Natholdet blev sendt fra og med 16. september til og med 21. november 2013. Der var i sæsonen 39 afsnit.
| Uge/Dag | Mandag               | Tirsdag           | Onsdag                       | Torsdag                                 |
| ------- | -------------------- | ----------------- | ---------------------------- | --------------------------------------- |
| Uge 38  | Ulrich Thomsen       | Lars Hjortshøj    | Rasmus Botoft og Martin Buch | Søren Rasted                            |
| Uge 39  | Jonatan Spang        | Oliver Bjerrehuus | Christiane Schaumburg-Müller | Jan Gintberg                            |
| Uge 40  | Thomas Warberg       | Mads Steffensen   | Jørgen Leth                  | Magnus Millang                          |
| Uge 41  | Mikkel Beha Erichsen | Ida Corr          | Lars Ulrich                  | Huxi Bach                               |
| Uge 42  | Burhan G             | Simon Talbot      | Pernille Skipper             | Christian Fuhlendorff                   |
| Uge 43  | Rasmus Bjerg         | Mick Øgendahl     | Rune Klan                    | Niels Hausgaard                         |
| Uge 44  | Janni Pedersen       | Anders Grau       | Lene Nystrøm                 | Frank Hvam                              |
| Uge 45  | Martin Brygmann      | TopGunn           | Martin Høgsted               | Thomas Helmig                           |
| Uge 46  | Julie Zangenberg     | Camilla Bendix    | Uffe Buchard                 | Ane Cortzen                             |
| Uge 47  | Stéphanie Surrugue   | [ note7 1 ]       | Thomas Skov Gaardsvig        | Anders Lund Madsen og Peter Lund Madsen |

1. ↑  Natholdet sender ikke pga. valget

## Sæson 8
Sæson 8 af Natholdet blev sendt fra og med 27. januar til og med 3. april 2014. Der var i sæsonen 40 afsnit.
| Uge/Dag | Mandag                           | Tirsdag                                    | Onsdag                           | Torsdag                      |
| ------- | -------------------------------- | ------------------------------------------ | -------------------------------- | ---------------------------- |
| Uge 5   | Pilou Asbæk                      | Nicolaj Kopernikus og Anders W. Berthelsen | Ulrich Thomsen                   | Christopher                  |
| Uge 6   | Lasse Rimmer                     | Ulla Terkelsen                             | Manu Sareen                      | Shaka Loveless               |
| Uge 7   | Rasmus Bjerg                     | Geo                                        | Stéphanie Surrugue               | Søren Rasted                 |
| Uge 8   | Janni Pedersen og Lasse Sjørslev | Ane Cortzen                                | Jonatan Spang                    | Lars Hjortshøj               |
| Uge 9   | Rune Klan                        | Mia Lyhne                                  | Søren Pind                       | Huxi Bach                    |
| Uge 10  | Carsten Bjørnlund                | Rasmus Tantholdt                           | Jan Gintberg                     | Martin Buch og Rasmus Botoft |
| Uge 11  | Frank Hvam                       | Uffe Holm                                  | Linda P                          | Tim Christensen              |
| Uge 12  | Ida Corr                         | Thomas Warberg                             | Kato                             | Christian Fuhlendorff        |
| Uge 13  | Tine Gøtzsche                    | Janus Bakrawi                              | Natasja Crone                    | Nicklas Bendtner             |
| Uge 14  | Nikolaj Koppel                   | Camilla Bendix                             | Magnus Millang og Martin Høgsted | Helle Thorning-Schmidt       |

1. ↑  Kenneth K var vært på Musikquizzen i programmet
2. ↑  Lasse Rimmer er vært i stedet for Anders Breinholt i uge 12.

## Sæson 9
Sæson 9 af Natholdet havde forskellige værter og blev sendt fra og med 22. september til og med 26. november 2014. Der var i sæsonen 39 afsnit.
| Uge/Dag | Uge-vært              | Mandag                            | Tirsdag                           | Onsdag             | Torsdag                                                      |
| ------- | --------------------- | --------------------------------- | --------------------------------- | ------------------ | ------------------------------------------------------------ |
| Uge 39  | Lars Hjortshøj        | Mikkel Kessler                    | Nikolaj Koppel                    | Søren Pind         | Uffe Buchard                                                 |
| Uge 40  | Thomas Warberg        | Sarah Grünewald                   | Lars Ranthe                       | Jacob Riising      | Thomas Skov Gaardsvig                                        |
| Uge 41  | Simon Kvamm           | Esben Pretzmann og Rune Tolsgaard | Esben Pretzmann og Rune Tolsgaard | Peter Sommer       | Brian Lykke, Rune Tolsgaard, Esben Pretzmann og Peter Sommer |
| Uge 42  | Huxi Bach             | Oh Land                           | Janni Pedersen og Lasse Sjørslev  | Stéphanie Surrugue | Barbara Moleko                                               |
| Uge 43  | Martin Høgsted        | Sigurd Kongshøj                   | Magnus Millang                    | Simon Talbot       | Geo                                                          |
| Uge 44  | Nicolaj Kopernikus    | Clemens                           | Jacob Tingleff                    | Lars Brygmann      | Nabiha                                                       |
| Uge 45  | Martin Brygmann       | Kåre Quist                        | Nikolaj Hübbe                     | Medina             | Brian Mørk                                                   |
| Uge 46  | Lasse Rimmer          | Wafande                           | Rasmus Tantholdt                  | Simon Jul          | Rasmus Botoft                                                |
| Uge 47  | Rasmus Bjerg          | Jan Gintberg                      | Signe Lindkvist                   | Joachim B. Olsen   | Søren Malling                                                |
| Uge 48  | Christian Fuhlendorff | David Mandel                      | Cecilie Hother                    | Søren Rasted       |                                                              |

## Sæson 10
Sæson 10 af Natholdet vendte tilbage til det oprindelige format med Anders Breinholt som vært og en medvært. Sæsonen blev sendt fra og med 5. januar til og med 12. marts 2015. Der var i sæsonen 40 afsnit.
| Uge/Dag | Mandag                  | Tirsdag                | Onsdag                | Torsdag                |
| ------- | ----------------------- | ---------------------- | --------------------- | ---------------------- |
| Uge 2   | Niels Hausgaard         | Sonja Richter          | Rasmus Walter         | L.O.C.                 |
| Uge 3   | Lars Ranthe             | Natasja Crone          | Geo                   | Nikolaj Coster-Waldau  |
| Uge 4   | Lars Brygmann           | Dar Salim              | Sarah Grünewald       | Lars Mikkelsen         |
| Uge 5   | Mikkel Kryger Rasmussen | Bent Fabricius-Bjerre  | Ulla Terkelsen        | Ulrich Thomsen         |
| Uge 6   | Anders Fogh Rasmussen   | Uffe Buchard           | Simon Jul             | Anders Lund Madsen     |
| Uge 7   | Huxi Bach               | Thomas Skov Gaardsvig  | Christian Degn        | Kasper Eistrup         |
| Uge 8   | Thomas Warberg          | Søren Malling          | Poul Erik Skammelsen  | Klumben og Raske Penge |
| Uge 9   | Nicolaj Rasted          | Jacob Riising          | Rasmus Tantholdt      | Sivas                  |
| Uge 10  | Peter Lund Madsen       | Klaus Bundgård Povlsen | Jussi Adler-Olsen     | Brian Nielsen          |
| Uge 11  | Martin Brygmann         | Puk Elgård             | Christian Fuhlendorff | Suspekt                |

| Dato          | Medvært        |
| ------------- | -------------- |
| 30 april 2015 | Citybois       |
| 7 maj 2015    | Søren Malling  |
| 14 maj 2015   | Kesi           |
| 21 maj 2015   | Kirsten Palmer |
| 28 maj 2015   | Søren Rasted   |
| 4 juni 2015   | Janni & Lasse  |

### Natholdet valg
En række programmer med fokus på Folketingsvalget 2015
| Dato     | Medvært                 | Parti               |
| -------- | ----------------------- | ------------------- |
| 2. juni  | Anders Samuelsen        | Liberal Alliance    |
| 3. juni  | Johanne Schmidt-Nielsen | Enhedslisten        |
| 4. juni  | Stig Grenov             | Kristendemokraterne |
| 7. juni  | Uffe Elbæk              | Alternativet        |
| 9. juni  | Søren Pape Poulsen      | Konservative        |
| 10. juni | Pia Olsen Dyhr          | SF                  |
| 11. juni | Kristian Thulesen Dahl  | Dansk Folkeparti    |
| 14. juni | Lars Løkke Rasmussen    | Venstre             |
| 15. juni | Morten Østergaard       | Radikale Venstre    |
| 16. juni | Helle Thorning-Schmidt  | Socialdemokratiet   |

## Sæson 11
Sæson 11 af Natholdet blev sendt fra og med 21. september til og med 26. november 2015. Der var i sæsonen 40 afsnit.
| Uge/Dag | Mandag                          | Tirsdag            | Onsdag              | Torsdag          |
| ------- | ------------------------------- | ------------------ | ------------------- | ---------------- |
| Uge 39  | Casper Christensen & Frank Hvam | Cecilie Beck       | Jonatan Spang       | Citybois         |
| Uge 40  | Anders Lund Madsen              | Andreas Mogensen   | Ruben Søltoft       | Søren Rasted     |
| Uge 41  | Ulrich Thomsen                  | Sonja Richter      | Cecilie Frøkjær     | Scarlet Pleasure |
| Uge 42  | Christian Eriksen               | Rufus Gifford      | Sofie Gråbøl        | Sofie Linde      |
| Uge 43  | Thomas Skov Gaardsvig           | Søren Malling      | TopGunn             | Martin Brygmann  |
| Uge 44  | Lars Lilholt                    | Clement Kjersgaard | Jan Gintberg        | Rune Klan        |
| Uge 45  | Nabiha                          | Linda P            | Mikael Wulff        | Ole Henriksen    |
| Uge 46  | Sara Bro                        | Erik Clausen       | Lars Hjortshøj      | Christopher      |
| Uge 47  | Rasmus Walter                   | Simon Talbot       | Anders Morgenthaler | Mille Dinesen    |
| Uge 48  | Lars Mikkelsen                  | Huxi Bach          | Jes Dorph-Petersen  | Rasmus Bjerg     |

## Sæson 12
Sæson 12 af Natholdet blev sendt fra og med 1. februar til og med 18. april 2016. og fortsatte på Tv2 PLAY, hvor det udkom hver Torsdag. De første 7 lørdage af sæsonen blev der som noget nyt også sendt om lørdagen - i pausen af 'Danmark har talent'. Der var i sæsonen 43 afsnit.
| Uge/Dag | Mandag                          | Tirsdag              | Onsdag                                                                                            | Torsdag                                  | Lørdag          |
| ------- | ------------------------------- | -------------------- | ------------------------------------------------------------------------------------------------- | ---------------------------------------- | --------------- |
| Uge 5   | Sofie Linde                     | Hans Lindberg        | Ulrich Thomsen                                                                                    | Jan Hellesøe                             | Martin Brygmann |
| Uge 6   | Esben Smed                      | Ida Wohlert          | Nicolas Bro                                                                                       | Joakim Ingversen                         | Martin Brygmann |
| Uge 7   | Mikkel Lomborg (Hr. Skæg)       | Brian Mørk           | Robert Hansen                                                                                     | Huxi Bach                                | Martin Brygmann |
| Uge 8   | Sofie Gråbøl                    | Chris Christoffersen | Christian Fuhlendorff                                                                             | Thure Lindhardt                          | Martin Brygmann |
| Uge 9   | Jens Jørn Spottag               | Timm Vladimir        | Nikolaj Lie Kaas                                                                                  | Claus Elming                             | Søren Rasted    |
| Uge 10  | Djämes Braun                    | Ellen Hillingsø      | Paprika Steen                                                                                     | Bent Fabricius-Bjerre                    | Søren Rasted    |
| Uge 11  | Peter Frödin                    | Camilla Ottesen      | Special: Natholdet er på fisketur med "Fangstgaranti'" (Frank Sjøgreen og Morten Stamm Mikkelsen) | Rasmus Botoft og Martin Buch (Rytteriet) | Søren Rasted    |
| Uge 12  | PÅSKEFERIE                      | PÅSKEFERIE           | PÅSKEFERIE                                                                                        | PÅSKEFERIE                               |                 |
| Uge 13  | PÅSKEFERIE                      | PÅSKEFERIE           | PÅSKEFERIE                                                                                        | PÅSKEFERIE                               |                 |
| Uge 14  | Mogens Lykketoft (fra New York) | Jeanette Ottesen     | Rune Glifberg                                                                                     | Mads Langer                              |                 |
| Uge 15  | Lars Brygmann                   | Lars Løkke Rasmussen | Best of 2016                                                                                      | Ole Henriksen                            |                 |
| Uge 16  | Niels Hausgaard                 | Nikolaj Koppel       | Kevin Magnussen                                                                                   | Christopher                              |                 |

| Dato           | Medvært                          |
| -------------- | -------------------------------- |
| 28. april 2016 | Stephania Potalivo               |
| 5. maj 2016    | Peter Ingemann                   |
| 12. maj 2016   | Claus Holm                       |
| 19. maj 2016   | Birgitte Hjort Sørensen          |
| 2. juni 2016   | Pernille Skipper                 |
| 9. juni 2016   | Flemming Toft                    |
| 16. juni 2016  | Janni Pedersen og Lasse Sjørslev |
| 23. juni 2016  | Chili Klaus                      |

## Sæson 13
Sæson 13 af Natholdet blev sendt fra og med 19. september til og med 1. december 2016.
| Uge/Dag | Mandag             | Tirsdag                          | Onsdag                          | Torsdag        | Søndag                |
| ------- | ------------------ | -------------------------------- | ------------------------------- | -------------- | --------------------- |
| Uge 38  | Rasmus Walter      | Cecilie Stenspil                 | Rasmus Bruun og Frederik Cilius | Søren Rasted   |                       |
| Uge 39  | Laura Christensen  | Lars Ranthe                      | David Guldager                  | Simon Kvamm    |                       |
| Uge 40  | Mads Steffensen    | Huxi Bach                        | Stephania Potalivo              |                |                       |
| Uge 41  | Nicolaj Kopernikus | Janni Pedersen og Lasse Sjørslev | Joakim Ingversen                | Sofie Gråbøl   |                       |
| Uge 42  | EFTERÅRSFERIE      |                                  |                                 |                |                       |
| Uge 43  | Mick Øgendahl      | Uffe Buchard                     | Sofie Linde                     | Nik & Jay      |                       |
| Uge 44  | Burhan G           | Mads Mikkelsen                   | L.O.C.                          | Suspekt        |                       |
| Uge 45  | Rufus Gifford      | PRÆSIDENTVALG                    |                                 | Ole Henriksen  |                       |
| Uge 46  | Anders Lund Madsen | Mette Frederiksen                | Ruben Søltoft                   | Lars Ulrich    |                       |
| Uge 47  | Peter Ingemann     | Mattias Kolstrup                 | Sofie Hagen                     | Gulddreng      | Natholdet hylder NEWS |
| Uge 48  | Christian Grau     | Natalie Madueño                  | Roland Møller                   | Lars Hjortshøj |                       |

1. ↑  Anders Breinholt har lånt TV 2 ZULU for en aften, hvor han sammen med forskellige medværter følger præsidentvalget i USA direkte
2. ↑  Natholdet fejrer, at TV 2 NEWS fylder 10 år

### Præsidentvalg
Blev sendt d. 8.-9. november 2016, med henblik på det amerikanske præsidentvalg.
| Program | Medvært                         |
| ------- | ------------------------------- |
| 1       | Anders Morgenthaler             |
| 2       | Pernille Skipper og Ane Cortzen |
| 3       | Anders Lund Madsen              |
| 4       | Simon Jul                       |
| 5       | Lasse Rimmer                    |

## Sæson 14
Sæson 14 af Natholdet blev sendt fra 30. januar til 6. april 2017. Der blev den 1 januar 2017 sendt en nytårsspecial med Nikolaj Lie Kaas som medvært.
| Uge/Dag | Mandag                                             | Tirsdag          | Onsdag                       | Torsdag           |
| ------- | -------------------------------------------------- | ---------------- | ---------------------------- | ----------------- |
| Uge 5   | Lars Løkke Rasmussen                               | Sofie Linde      | Søren Rasted                 | Nicolas Bro       |
| Uge 6   | Sofie Hagen                                        | Jan Gintberg     | Joakim Ingversen             | Martin Hedegaard  |
| Uge 7   | Fallulah                                           | Lars Ranthe      | Rufus Gifford                | Jonatan Spang     |
| Uge 8   | Paprika Steen                                      | Mads Langer      | Anders Lund Madsen           | Sonja Richter     |
| Uge 9   | Johanne Schmidt-Nielsen                            | Shaka Loveless   | Kåre Quist                   | Citybois          |
| Uge 10  | Birgitte Hjort Sørensen                            | Sophie Løhde     | Bodil Jørgensen              | Nabiha            |
| Uge 11  | Nikolaj Stokholm                                   | Andreas Mogensen | Rasmus Kolbe (Lakserytteren) | Morten Resen      |
| Uge 12  | Rune Klan                                          | Esben Smed       | Lina Rafn                    | Oh Land           |
| Uge 13  | Casper Christensen og Lars Hjortshøj/ SJIT Special | Huxi Bach        | Pernille Blume               | Michael Meyerheim |
| Uge 14  | Søren Malling                                      | Peter Frödin     | Ole Henriksen                | Christopher       |

1. ↑  SHIT Special, et farvel til Shit Happens

## Sæson 15
Sæson 15 af Natholdet blev sendt fra 18. september 2017 til 30. november 2017
| Uge/Dag | Mandag                          | Tirsdag                            | Onsdag                | Torsdag               |
| ------- | ------------------------------- | ---------------------------------- | --------------------- | --------------------- |
| Uge 38  | Søren Rasted                    | Birgitte Hjort Sørensen            | Rasmus Brohave        | Jonatan Spang         |
| Uge 39  | Huxi Bach                       | Sarah Grünewald                    | Rasmus Walter         | Brian Lykke           |
| Uge 40  | Viktor Axelsen                  | Claus Holm                         | Anne Sofie Espersen   | Rasmus Bjerg          |
| Uge 41  | Magnus Millang                  | Klaus Bundgaard                    | Cecilie Beck          | Karl William          |
| Uge 42  | EFTERÅRSFERIE                   | EFTERÅRSFERIE                      | EFTERÅRSFERIE         | EFTERÅRSFERIE         |
| Uge 43  | Nik & Jay                       | Peter Tanev                        | Stephania Potalivo    | Anders Lund Madsen    |
| Uge 44  | Mikkel Kryger Rasmussen         | Jan Gintberg                       | Kasper Eistrup        | Sofie Gråbøl          |
| Uge 45  | Jacob Riising & Mads Steffensen | Lars Hjortshøj                     | Bent Fabricius-Bjerre | Christian Fuhlendorff |
| Uge 46  | Helle Thorning-Schmidt          | Joakim Ingvarsen og Sofie Linde    | Puk Elgaard           | Mads Langer           |
| Uge 47  | Marcus & Martinus               | Sender ikke pga. Kommunalvalg 2017 | Jesper Steinmetz      | Brian Nielsen         |
| Uge 48  | Karen-Helene Hjort              | Anders Morgenthaler                | Malte Ebert           | Ole Henriksen         |

## Sæson 16
Sæson 16 Sæson af Natholdet blev sendt fra 5. februar 2018 til 26. april 2018
| Uge/Dag | Mandag                                   | Tirsdag                      | Onsdag           | Torsdag          |
| ------- | ---------------------------------------- | ---------------------------- | ---------------- | ---------------- |
| Uge 6   | Ulrich Thomsen                           | Paprika Steen                | Sanne Salomonsen | Lars Hjortshøj   |
| Uge 7   | Pilou Asbæk                              | Nikolaj Kopernikus           | Mille Dinesen    | Nikolaj Stokholm |
| Uge 8   | Janni & Lasse                            | Tobias Dybvad                | Signe Molde      | Jesper Binzer    |
| Uge 9   | Cutfather                                | Rasmus Kolbe (Lakserytteren) | Hugo Helmig      | Brian Lykke      |
| Uge 10  | Tine Gøtzsche                            | Joachim Fjelstrup            | Xander           | Viktor Axelsen   |
| Uge 11  | Magnus Millang                           | Søren Rasted                 | Mark Le Fevre    | Lene Beier       |
| Uge 12  | Mikkel Lomborg (Hr. Skæg)                | Thure Lindhardt              | Adam & Noah      | Nicolas Bro      |
| Uge 13  | PÅSKEFERIE                               |                              |                  |                  |
| Uge 14  | PÅSKEFERIE                               |                              |                  |                  |
| Uge 15  | Peter Sommer                             | Ida Corr                     | Mikael Kamber    | Peter Ingemann   |
| Uge 16  | Martin Buch og Rasmus Botoft (Rytteriet) | Jan Gintberg                 | Niels Brandt     | Live fra SIFA    |
| Uge 17  | Christopher                              | Barbara Moleko               | Ulla Terkelsen   | Sæsonfinale      |

## Sæson 17
Sæson 17 af Natholdet. Sæsonen blev sendt mellem den 10. september 2018 og 22 november 2018.
| Uge/dag | Mandag            | Tirsdag           | Onsdag            | Torsdag                         |
| ------- | ----------------- | ----------------- | ----------------- | ------------------------------- |
| Uge 37  | Martin Brygmann   | Rosa Kilddahl     | Jan Gintberg      | Lars Hjortshøj                  |
| Uge 38  | Ditte & Louise    | Mattias kolstrup  | Michèle Bellaiche | Adam Duvå Hall                  |
| Uge 39  | Joakim Ingversen  | Christian Degn    | Simon Talbot      | Sonja Richter                   |
| Uge 40  | Lars Ranthe       | Søren Rasted      | Cecilie Frøkjær   | Nicolaj Lie Kaas og Fares Fares |
| Uge 41  | Kristian Gintberg | Ruben Søltoft     | Fallulah          | Lukas Forchhammer               |
| Uge 42  | MØ                | B.S. Christiansen | Huxi Bach         | Ole Henriksen                   |
| Uge 43  | Niels Hausgaard   | Puk Elgaard       | Neel Rønholt      | Nicolas Bro                     |
| Uge 44  | Birthe Kjær       | Mikkel Kryger     | Lene Nystrøm      | Christopher                     |
| Uge 45  | Paprika Steen     | Jesper Nøddesbo   | Coco O            | Lars Brygmann                   |
| Uge 46  | Sofie Gråbøl      | Hjalmer Larsen    | Sofie Linde       | Tim Christensen                 |

## Sæson 18
Sæson 18 af Natholdet blev sendt mellem den 28 januar 2019 og den 11 april 2019.
| Uge/dag | Mandag                | Tirsdag                                 | Onsdag             | Torsdag        |
| ------- | --------------------- | --------------------------------------- | ------------------ | -------------- |
| Uge 5   | Lars Ranthe           | Paprika Steen                           | Adam Duvå Hall     | Pilou Asbæk    |
| Uge 6   | Oh Land               | Mikkel Kryger                           | Niarn              | Mads Langer    |
| Uge 7   | Joakim Ingvarsen      | Mathias 'Zanka' Jørgensen               | Lars Hjortshøj     | Janni Pedersen |
| Uge 8   | Ruben Søltoft         | Linda P.                                | Peter Møller       | Søren Rasted   |
| Uge 9   | Bent Fabricius-Bjerre | Melvin Kakooza                          | Ida Wohlert        | Jacob Riising  |
| Uge 10  | Hugo Helmig           | Sonja Richter                           | Mark Le Fevre      | Brian Lykke    |
| Uge 11  | Efterårsferie         | Efterårsferie                           | Efterårsferie      | Efterårsferie  |
| Uge 12  | Viktor Axelsen        | Fotovognen (Anders Bro & Vibeke Nipper) | Martin Brygmann    | Shaka Loveless |
| Uge 13  | Thure Lindhardt       | Nikolaj Stokholm                        | Stephania Potalivo | Hjalmer Larsen |
| Uge 14  | Trine Dyrholm         | Dar Salim                               | Nicolaj Kopernikus | Citybois       |
| Uge 15  | Ole Henriksen         | Lene Nystrøm                            | Huxi Bach          | D-A-D          |

### Valgspecial 2019
Blev sendt 5. juni med henblik på Folketingsvalget.
| Program | Medvært            |
| ------- | ------------------ |
| 1       | Jan Gintberg       |
| 2       | Signe Molde        |
| 3       | Mark Le Fêvre      |
| 4       | Anders Lund Madsen |
| 5       | Anders Lund Madsen |

## Sæson 19
Sæson 19 af Natholdet blev sendt mellem d. 16. september 2019 og 28. november 2019
| Uge    | Mandag              | Tirsdag                                 | Onsdag                 | Torsdag                        |
| ------ | ------------------- | --------------------------------------- | ---------------------- | ------------------------------ |
| Uge 38 | Jonatan Spang       | Mette Frederiksen                       | Sonja Richter          | Søren Rasted                   |
| Uge 39 | Michael Christensen | Lina Rafn                               | Lars Løkke Rasmussen   | Lars Hjortshøj                 |
| Uge 40 | -                   | Dar Salim                               | Cecilie Uttrup Ludwig  | Thomas Warberg                 |
| Uge 41 | Mads Steffensen     | Jacob Lohmann                           | Petra Nagel            | Peter Ingemann                 |
| Uge 42 | Efterårsferie       | Efterårsferie                           | Efterårsferie          | Efterårsferie                  |
| Uge 43 | WulffMorgenthaler   | Puk Elgaard                             | Nicolas Bro            | Mads Langer                    |
| Uge 44 | L.O.C.              | Fotovognen (Anders Bro & Vibeke Nipper) | Helle Thorning-Schmidt | Rasmus Tantholdt               |
| Uge 45 | Jan Hellesøe        | Alex Høgh Andersen                      | Pharfar                | Tim Christensen                |
| Uge 46 | Nikolaj Jacobsen    | Lene Beier                              | Christian Fuhlendorff  | Anders Lund Madsen             |
| Uge 47 | Ulrich Thomsen      | Hjalmer Larsen                          | Stephania Potalivo     | Rasmus Bruun & Frederik Cilius |
| Uge 48 | Burhan G            | Nikolaj Stokholm                        | Sofie Gråbøl           | Martin Brygmann                |

1. ↑  Nikolaj Stokholm var vært i stedet for Anders Breinholt

## Sæson 20
Sendte fra 27. januar til 7. maj 2020. Her var dog en uges sendepause i uge 11, en nedlukning af programmet i uge 12 og 13 pga. covid-19, og påskeferie i uge 16.
| Uge    | Mandag                          | Tirsdag                         | Onsdag                          | Torsdag                         |
| ------ | ------------------------------- | ------------------------------- | ------------------------------- | ------------------------------- |
| Uge 5  | Casper Christensen              | Andreas Mogensen                | Bent Fabricius-Bjerre           | Anne Louise Hassing             |
| Uge 6  | Adam & Noah                     | Oh Land                         | Lars Løkke Rasmussen            | Dar Salim                       |
| Uge 7  | Julie & Jesper                  | Karen-Helene Hjorth             | Kevin Magnussen                 | Melvin Kakooza                  |
| Uge 8  | Neel Rønholt                    | Pelle Peter Jensen              | Rune Klan                       | Søren Rasted                    |
| Uge 9  | Marijana Jankovic               | Natasja Crone                   | Maria & Bea                     | Sofie Østergaard                |
| Uge 10 | Petra Nagel                     | Jason Watt                      | Lars Hjortshøj                  | Alex Høgh Andersen              |
| Uge 11 | Sendepause                      | Sendepause                      | Sendepause                      | Sendepause                      |
| Uge 12 | Covid-19 lukkede programmet ned | Covid-19 lukkede programmet ned | Covid-19 lukkede programmet ned | Covid-19 lukkede programmet ned |
| Uge 13 | Covid-19 lukkede programmet ned | Covid-19 lukkede programmet ned | Covid-19 lukkede programmet ned | Covid-19 lukkede programmet ned |
| Uge 14 | Christopher                     | Christian Fuhlendorff           | Peter Ingemann                  | Ibi Støving                     |
| Uge 15 | Mads Langer                     | Melvin Kakooza                  | Lene Beier                      | Skærtorsdag                     |
| Uge 16 | Påskeferie                      | Påskeferie                      | Påskeferie                      | Påskeferie                      |
| Uge 17 | Mark Le Fevre                   | Steen Langeberg                 | Stephania Potalivo              | Cecilie Uttrup Ludwig           |
| Uge 18 | Mille Dinesen                   | Huxi Bach                       | Johanne Schmidt-Nielsen         | Anders Morgenthaler             |
| Uge 19 | Thomas Helmig                   | Søren Rasted                    | Lars Ulrich                     | Mick Øgendahl                   |

## Sæson 21
Sendte fra 7. september 2020, med en jubilæumsuge i uge 40, med fejring af Natholdets 10 år.
| Uge    | Mandag             | Tirsdag                     | Onsdag                                           | Torsdag                                      |
| ------ | ------------------ | --------------------------- | ------------------------------------------------ | -------------------------------------------- |
| Uge 37 | Alex Høgh Andersen | Anders Morgenthaler         | Natasja Crone                                    | Jesper Groth                                 |
| Uge 38 | Huxi Bach          | Nichlas Sahl                | Iben Hjejle & Signe Lindkvist                    | Andreas Kousholt & Jacob Weil (Danskerbingo) |
| Uge 39 | Ibi Støving        | Tim Christensen             | Mick Øgendahl                                    | Viktor Axelsen                               |
| Uge 40 | Søren Rasted       | Stephania Potalivo          | Thomas Warberg                                   | Lars Hjortshøj                               |
| Uge 41 | Rasmus Botoft      | Janni Pedersen              | TopGunn                                          | Casper Christensen                           |
| Uge 42 | Efterårsferie      | Efterårsferie               | Efterårsferie                                    | Efterårsferie                                |
| Uge 43 | Lene Beier         | Mattias Kolstrup            | Maria Fantino & Christian Bonde (Curlingklubben) | Eva Jin                                      |
| Uge 44 | Benjamin Hav       | Clara                       | Christopher                                      | Ulrich Thomsen                               |
| Uge 45 | Medina             | Præsidentvalg 2020          | Opsamling Præsidentvalg 2020                     | Helle Thorning-Schmidt                       |
| Uge 46 | Nicolaj Kopernikus | Melvin Kakooza              | Simon Kvamm                                      | Jonas Jung                                   |
| Uge 47 | Ole Henriksen      | Lars Brygmann & Nicolas Bro | Heino Hansen                                     | Hjalmar                                      |

### Præsidentvalg
Blev sendt d. 3.-4. november 2020, med henblik på det amerikanske præsidentvalg.
| Program | Medvært                          |
| ------- | -------------------------------- |
| 1       | Magnus Millang                   |
| 2       | Lars Løkke Rasmussen             |
| 3       | Lasse Sjørslev og Janni Pedersen |
| 4       | Anders Morgenthaler              |
| 5       | Anders Lund Madsen               |
| 6       | Lasse Rimmer                     |

## Sæson 22
Sender fra 1. februar 2021.
| Uge | Mandag                | Tirsdag                 | Onsdag               | Torsdag            |
| --- | --------------------- | ----------------------- | -------------------- | ------------------ |
| 5   | Christopher           | Janni Pedersen          | Stephania Potalivo   | Alex Høgh Andersen |
| 6   | Neel Rønholt          | Lars Ranthe             | Nikolaj Jacobsen     | Melvin Kakooza     |
| 7   | Mia Wagner            | Heino Hansen            | Puk Elgaard          | Jannik Schow       |
| 8   | Julie Rudbæk          | Victor Lander           | Josefine Høgh        | Phillip Faber      |
| 9   | Andreas Nyholm        | Johanne Schmidt-Nielsen | Lars Løkke Rasmussen | Anders Lund Madsen |
| 10  | Mahamad Habane        | Sofie Østergård         | Ida Auken            | Hugo Helmig        |
| 11  | Cecilie Frøkjær       | Benjamin Hav            | Pernille Skipper     | Brian Lykke        |
| 13  | Jakob Ellemann-Jensen | Anne Louise Hassing     | Ditte Hansen         | Mikke Kryger       |
| 14  | Peter Ingemann        | Søren Rasted            | Coco O               | Lene Beier         |
| 15  | Ida Wohlert           | Astralis                | Christopher          |                    |